# Changara (Distrikt)
Changara ist ein Distrikt der Provinz Tete in Mosambik mit Verwaltungssitz in der Stadt Luenha.

## Geografie
Sein Gebiet grenzt im Norden an den Distrikt Chiúta, im Westen an den Distrikt Cahora Bassa und die Distrikte Rushinga in der Provinz Mashonaland Central, Mudzi in der Provinz Mashonaland East und an Nyanga in der Provinz Manicaland in der Republik Simbabwe. Im Süden grenzt er an die Distrikte Guro und Barué der Provinz Manica und im Osten an die Distrikte Moatize und Cidade der Provinz Tete. Dabei wird die Ostgrenze durch den Sambesi und seinen Nebenfluss Luenha gebildet, sowie ein Teil der Südgrenze durch den Mazowe.

## Bevölkerung
Der Distrikt Changara ist 6.612 Quadratkilometer groß und hatte 2013 eine Einwohnerzahl von 189.003 Menschen. Das entspricht einer Bevölkerungsdichte von 29 Personen pro Quadratkilometer.

## Einrichtungen und Dienstleistungen
In Changara gibt es kein Krankenhaus, jedoch 13 Gesundheitsstationen.

## Verwaltungsgliederung
Der Distrikt Changara ist in drei Verwaltungsposten (postos administrativos) gegliedert:

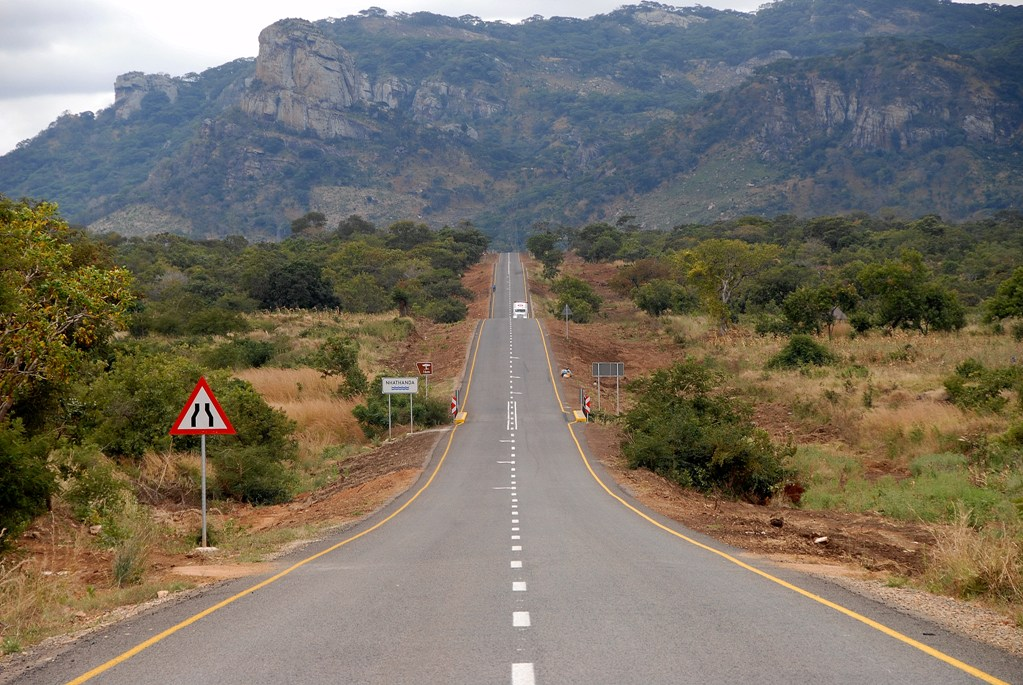
Nationalstraße in Changara

- Luenha
- Chioco
- Mavara[2]

## Wirtschaft und Infrastruktur
Im Jahr 2007 hatte weniger als ein Prozent der Bevölkerung von Changara Zugang zu elektrischem Strom, über 60 Prozent heizten mit Holz. In 44 Prozent der Haushalten gab es ein Radio, in weniger als ein Prozent ein Fernsehgerät.

### Bodenschätze
Im Distrikt Changara wird, wie auch sonst im Kohlerevier Tete, schon lange Kohle abgebaut. Außerdem werden auch Titan-, Kupfer-, Eisen-, Uran- und Nickelerze abgebaut.

### Landwirtschaft
Im Distrikt gibt es 33.000 landwirtschaftliche Betriebe mit durchschnittlich 1,5 Hektar Land. Hauptsächlich angebaut werden Mais, Maniok, Erdnüsse und Süßkartoffel.

### Verkehr
Es gibt etwa 500 km an Straßen, 120 km davon sind Teil der Nationalstraße EN103.